# Autographa ampla
Autographa ampla är en fjärilsart som beskrevs av Walker 1857. Autographa ampla ingår i släktet Autographa och familjen nattflyn. Inga underarter finns listade i Catalogue of Life.